# Dreisbachia aperta
Dreisbachia aperta är en stekelart som beskrevs av Setsuya Momoi 1966. Dreisbachia aperta ingår i släktet Dreisbachia och familjen brokparasitsteklar. Inga underarter finns listade i Catalogue of Life.